# Cumadinskij rajon
Il Cumadinskij rajon (in russo Цумадинский район?) è un distretto municipale del Daghestan, situato nel Caucaso.

## Villaggi
- Kedi